# Stay (песня Hurts)
«Stay» — третий сингл британского дуэта Hurts с дебютного альбома группы Happiness. Релиз сингла состоялся в Великобритании 15 ноября 2010 года.

Адам Андерсон: У меня остались хорошие воспоминания об этой песне, потому что мы напряженно работали в течение нескольких месяцев в студии в Манчестере, и я помню тот день, когда мы закончили «Stay» это был такой удивительный момент и, когда мы покинули студию, шёл снег, и я пошёл и купил ёлку и я ехал с этой ёлкой в такси домой, и я знал, что наш альбом будет в порядке, потому что у нас была эта песня. 

## Рецензии
STAR Magazine поставил песне пять звёзд из пяти и отметил:  

Мы не до конца понимаем, как такая мрачная музыка сумела оказаться такой чертовски великолепной. Но этот синти-дуэт, проникнутый простой мелодией, романтическими словами и роскошным чувственным вокалом Тео Хатчкрафта, каким-то образом превратил эту электро-поп балладу в действительно красивую элегию потерянной любви. Потрясающе!

## Видеоклип
Видео было снято в Исландии на пляжах Вика. Два дня съёмок в зрелищных местах с Karl Óskarsson на аппаратуру фирмы RED.

Anna Thora Alfreds и Тео Хатчкрафт в видеоклипе.

Режиссёр Дэйв Ма о создании видеоклипа:

«Для начала, по меньшей мере, нужно сказать, это был один из самых живописных и, в то же время, труднопроходимых пейзажей, где мне когда-либо приходилось снимать. Чтобы найти пляж, мы отправились на разведку местности, под песчаной бурей, создававшей плохую видимость. Видно было так плохо, что мы почти въехали в море, когда выехали на пляж, и потом буксовали в песке в течение нескольких напряжённых минут.
В день съёмок песчаная буря прекратилась и облака свернулись в прекрасное переменчивое угрюмое покрывало, и все выглядело удивительно. Но было холодно, и танцовщицы, актрисы, и Адам и Тео из Hurts удивительно хорошо выглядят, несмотря на практически минусовую температуру.
Огромная любовь к Анне — нашей главной актрисе, которая повредила ногу при съёмке её финального эпизода, когда непредсказуемые волны свалили её с ног. Это было великолепное зрелище видя Дэна Миллара устремившегося в воду с чехлом моей камеры на спине, чтобы спасти день!»

Дата съёмок: 25 сентября 2010
Релиз клипа: 12 октября 2010
- Артист (Artist): Hurts
- Название (Title): Stay (Sony Music)
- Режиссёр (Director): Dave Ma
- Продюсер (Producer): Campbell Beaton
- Выпускающая компания (Production Company): Pulse Films
- Представление (Representation): Obmanagement
- Исландский продюсер (Iceland Producer ): Rafnar Hermannsson
- Оператор (DoP): Karl Óskarsson
- Художник-постановщик (Art Director): Aron Bergmann Magnusson
- (Offline): James Rose at Cut and Run
- ТКД (телекинодатчик) (TK): James Tillet at Prime Focus
- (Commissioner): Dan Millar из Sony Music
- Исландская обслуживающая компания (Iceland Service Company): True North
- Постпродакшн (Post Production): Prime Focus
- (Grade): James Tillett
- (Flame): Chris Chitty
- Пост-продакшен визуальных эффектов (VFX Post Producer): Ian Luxford
- Смотреть: на сайте выпускающей компании[6][7][8]

## Список композиций
| - CD сингл 1. "Stay" — 3:55 2. "Confide in Me" (Live from Reykjavik) — 3:38 - 7" vinyl сингл 1. "Stay" — 3:55 2. "Stay" (Groove Armada Remix) — 7:29 - Цифровой EP 1. "Stay" — 3:55 2. "Stay" (Groove Armada Remix) — 7:29 3. "Stay" (Full Intention Club Mix) — 6:10 | - Великобритания (цифровой сингл) 1. "Stay" (Temper Trap Remix) — 4:25 - Германия (цифровой EP) 1. "Stay" 2. "Stay" (Groove Armada Remix) 3. "Stay" (Full Intention Club Mix) 4. "Stay" (Oliver Koletzki Remix) - Германия (CD сингл) 1. "Stay" 2. "Stay" (Groove Armada Remix) 3. "Stay" (Full Intention Club Mix) 4. "Confide in Me" (Live from Reykjavik) |

## Коллектив
- Hurts — слова, музыка, инструменты, программирование, продюсирование
- Джонас Куант[англ.] — инструменты, программирование, продюсирование
- Tina Sunnero, Jennifer Götvall, Karianne Arvidsson, Malin Abrahamsson — хор
- Stephen Kozmeniuk — звукорежиссирование

## Саундтреки
| Год  | Тип                                      | Название                                   | Страна         | Песни                  |
| ---- | ---------------------------------------- | ------------------------------------------ | -------------- | ---------------------- |
| 2010 | трейлер к телесериалу                    | Анатомия страсти                           | США            | Stay                   |
| 2010 | телешоу                                  | X-Фактор                                   | Украина        | Stay                   |
| 2011 | фильм                                    | Соблазнитель                               | Германия       | Stay, Affair           |
| 2011 | фитнес программа Les Mills International | BodyBalance 53 (BodyFlow in the US/Canada) | Новая Зеландия | Stay (трек 8 - Twists) |

## Чарты и статус сингла
| Чарт (2010)                                          | Позиция |
| Stay                                                 | Stay    |
| ---------------------------------------------------- | ------- |
| Европа Плюс - Еврохит TOP-40                         | 9       |
| Love Radio Топ 100                                   | 93      |
| Афиша Топ 45: нерусские                              | 1       |
| THEBURNINGEAR Топ 25                                 | 6       |
| Confide in Me                                        |         |
| Popjustice Топ 10 Лучший кавер (по версии читателей) | 4       |

| Страна    | Статус (пороги продаж) |
| --------- | ---------------------- |
| Австрия   | Золотой                |
| Германия  | Золотой                |
| Швейцария | Золотой                |

## Издания
| Страна         | Дата            | Формат                             |
| -------------- | --------------- | ---------------------------------- |
| Австрия        | 12 ноября 2010  | цифровая дистрибуция               |
| Италия         | 12 ноября 2010  | цифровая дистрибуция               |
| Нидерланды     | 12 ноября 2010  | цифровая дистрибуция               |
| Швеция         | 12 ноября 2010  | цифровая дистрибуция               |
| Ирландия       | 12 ноября 2010  | CD, 7" винил, цифровая дистрибуция |
| Великобритания | 15 ноября 2010  | CD, 7" винил, цифровая дистрибуция |
| Германия       | 4 февраля 2011  | цифровая дистрибуция               |
| Германия       | 11 февраля 2011 | CD                                 |